# Tour de Flandres feminino de 2019
A 16.ª edição do Tour de Flandres feminino celebrou-se a 7 de abril de 2019 sobre um percurso de 157,4 km com início e final na cidade de Oudenaarde em Bélgica.
A carreira fez parte do UCI WorldTour Feminino de 2019 como concorrência de categoria 1.wwT do calendário ciclístico de máximo nível mundial sendo a sexta carreira de dito circuito e foi vencida pela ciclista italiana Marta Bastianelli da equipa Virtu. O pódio completaram-no a neerlandesa Annemiek van Vleuten da equipa Mitchelton-Scott e a dinamarquesa Cecilie Uttrup Ludwig da equipa Bigla.

## Equipas
Tomaram parte na carreira um total de 24 equipas convidadas pela organização, todos eles de categoria UCI Team Feminino, quem conformaram um pelotão de 142 ciclistas das quais terminaram 100. As equipas participantes são:
| Equipes femininas profissionais (24)- Alé Cipollini - Aromitalia Vaiano - Astana Women's - BePink - Bigla - Boels Dolmans - BTC City Ljubljana - Canyon-SRAM Racing - CCC-Liv - Doltcini-Van Eyck Sport - FDJ-Nouvelle Aquitaine-Futuroscope - Health Mate-Ladies Team - Hitec Products - Lotto Soudal Ladies - Mitchelton-Scott - Movistar Team - Parkhotel Valkenburg-Destil - Servetto-Piumate-Beltrami TSA - Sunweb Women - Tibco-Silicon Valley Bank - Trek-Segafredo - Valcar Cylance - Virtu Cycling Women - WNT-Rotor Pro Cycling |
| |

## Classificações finais
As classificações finalizaram da seguinte forma:

### Classificação geral
| \| Classificação geral \| Classificação geral \| Classificação geral \| Classificação geral \| Classificação geral \| \| Ciclista \| Ciclista \| Equipe \| Tempo \| \| \| ------------------- \| --------------------- \| ------------------------- \| ------------------- \| ------------------- \| \| 1. \| Marta Bastianelli \| Virtu Cycling Women \| 4h16m50s \| \| \| 2. \| Annemiek van Vleuten \| Mitchelton-Scott \| + 0s \| \| \| 3. \| Cecilie Uttrup Ludwig \| Bigla \| + 0s \| \| \| 4. \| Sofia Bertizzolo \| Virtu Cycling Women \| + 7s \| \| \| 5. \| Ellen van Dijk \| Trek-Segafredo \| + 7s \| \| \| 6. \| Katarzyna Niewiadoma \| Canyon-SRAM Racing \| + 7s \| \| \| 7. \| Chantal Blaak \| Boels Dolmans \| + 10s \| \| \| 8. \| Lisa Brennauer \| WNT-Rotor Pro Cycling \| + 55s \| \| \| 9. \| Lucinda Brand \| Sunweb \| + 55s \| \| \| 10. \| Amy Pieters \| Boels Dolmans \| + 55s \| \| \| 11. \| Marta Cavalli \| Valcar Cylance \| + 55s \| \| \| 12. \| Soraya Paladin \| Alé Cipollini \| + 55s \| \| \| 13. \| Gracie Elvin \| Mitchelton-Scott \| + 55s \| \| \| 14. \| Lisa Klein \| Canyon-SRAM Racing \| + 55s \| \| \| 15. \| Alison Jackson \| Tibco-Silicon Valley Bank \| + 55s \| \| |                       |                           |          |
| |                       |                           |          |
| Fonte: ProCyclingStats |                       |                           |          |
| Classificação geral |                       |                           |          |
| Ciclista | Ciclista              | Equipe                    | Tempo    |
| 1. | Marta Bastianelli     | Virtu Cycling Women       | 4h16m50s |
| 2. | Annemiek van Vleuten  | Mitchelton-Scott          | + 0s     |
| 3. | Cecilie Uttrup Ludwig | Bigla                     | + 0s     |
| 4. | Sofia Bertizzolo      | Virtu Cycling Women       | + 7s     |
| 5. | Ellen van Dijk        | Trek-Segafredo            | + 7s     |
| 6. | Katarzyna Niewiadoma  | Canyon-SRAM Racing        | + 7s     |
| 7. | Chantal Blaak         | Boels Dolmans             | + 10s    |
| 8. | Lisa Brennauer        | WNT-Rotor Pro Cycling     | + 55s    |
| 9. | Lucinda Brand         | Sunweb                    | + 55s    |
| 10. | Amy Pieters           | Boels Dolmans             | + 55s    |
| 11. | Marta Cavalli         | Valcar Cylance            | + 55s    |
| 12. | Soraya Paladin        | Alé Cipollini             | + 55s    |
| 13. | Gracie Elvin          | Mitchelton-Scott          | + 55s    |
| 14. | Lisa Klein            | Canyon-SRAM Racing        | + 55s    |
| 15. | Alison Jackson        | Tibco-Silicon Valley Bank | + 55s    |

## Ciclistas participantes e posições finais
| Boels Dolmans DLT | Boels Dolmans DLT                 | Boels Dolmans DLT |
| ----------------- | --------------------------------- | ----------------- |
| Num               | Ciclista                          | Pos               |
| 1                 | Chantal Blaak (NED) (estrada)     | 7.                |
| 2                 | Jolien D'Hoore (BEL)              | 41.               |
| 3                 | Amalie Dideriksen (DEN) (estrada) | 61.               |
| 4                 | Jip van den Bos (NED)             | DNF               |
| 5                 | Amy Pieters (NED)                 | 10.               |
| 6                 | Christine Majerus (LUX) (estrada) | 60.               |

| Mitchelton-Scott MTS | Mitchelton-Scott MTS       | Mitchelton-Scott MTS |
| -------------------- | -------------------------- | -------------------- |
| Num                  | Ciclista                   | Pos                  |
| 11                   | Annemiek van Vleuten (NED) | 2.                   |
| 12                   | Sarah Roy (AUS)            | 33.                  |
| 13                   | Amanda Spratt (AUS)        | 20.                  |
| 14                   | Gracie Elvin (AUS)         | 13.                  |
| 15                   | Moniek Tenniglo (NED)      | DNF                  |
| 16                   | Jessica Allen (AUS)        | DNF                  |

| CCC-Liv CCC | CCC-Liv CCC                            | CCC-Liv CCC |
| ----------- | -------------------------------------- | ----------- |
| Num         | Ciclista                               | Pos         |
| 21          | Marianne Vos (NED)                     | 22.         |
| 22          | Riejanne Markus (NED)                  | 87.         |
| 23          | Evy Kuijpers (NED)                     | 40.         |
| 24          | Ashleigh Moolman Pasio (RSA) (estrada) | 59.         |
| 25          | Jeanne Korevaar (NED)                  | 31.         |
| 26          | Valerie Demey (BEL)                    | 63.         |

| Trek-Segafredo TFS | Trek-Segafredo TFS            | Trek-Segafredo TFS |
| ------------------ | ----------------------------- | ------------------ |
| Num                | Ciclista                      | Pos                |
| 31                 | Audrey Cordon-Ragot (FRA)     | DNF                |
| 32                 | Lotta Lepistö (FIN) (estrada) | DNF                |
| 33                 | Elisa Longo Borghini (ITA)    | 17.                |
| 34                 | Ellen van Dijk (NED)          | 5.                 |
| 35                 | Ruth Winder (USA)             | 29.                |
| 36                 | Trixi Worrack (GER)           | DNF                |

| Sunweb SUN | Sunweb SUN                    | Sunweb SUN |
| ---------- | ----------------------------- | ---------- |
| Num        | Ciclista                      | Pos        |
| 41         | Lucinda Brand (NED)           | 9.         |
| 42         | Julia Soek (NED)              | DNF        |
| 43         | Leah Kirchmann (CAN)          | 30.        |
| 44         | Liane Lippert (GER) (estrada) | 65.        |
| 45         | Floortje Mackaij (NED)        | 19.        |
| 46         | Coryn Rivera (USA) (estrada)  | DNF        |

| Canyon-SRAM Racing CSR | Canyon-SRAM Racing CSR           | Canyon-SRAM Racing CSR |
| ---------------------- | -------------------------------- | ---------------------- |
| Num                    | Ciclista                         | Pos                    |
| 51                     | Alena Amialiusik (BLR) (estrada) | DNF                    |
| 52                     | Elena Cecchini (ITA)             | 21.                    |
| 53                     | Lisa Klein (GER)                 | 14.                    |
| 54                     | Katarzyna Niewiadoma (POL)       | 6.                     |
| 55                     | Alexis Ryan (USA)                | DNF                    |
| 56                     | Tiffany Cromwell (AUS)           | 64.                    |

| WNT-Rotor Pro Cycling WNT | WNT-Rotor Pro Cycling WNT | WNT-Rotor Pro Cycling WNT |
| ------------------------- | ------------------------- | ------------------------- |
| Num                       | Ciclista                  | Pos                       |
| 61                        | Kirsten Wild (NED)        | 45.                       |
| 62                        | Lisa Brennauer (GER)      | 8.                        |
| 63                        | Ane Santesteban (ESP)     | 58.                       |
| 64                        | Lara Vieceli (ITA)        | 57.                       |
| 65                        | Erica Magnaldi (ITA)      | 28.                       |
| 66                        | Sarah Rijkes (AUT)        | 56.                       |

| Virtu Cycling Women TVC | Virtu Cycling Women TVC           | Virtu Cycling Women TVC |
| ----------------------- | --------------------------------- | ----------------------- |
| Num                     | Ciclista                          | Pos                     |
| 71                      | Marta Bastianelli (ITA) (estrada) | 1.                      |
| 72                      | Barbara Guarischi (ITA)           | 96.                     |
| 73                      | Anouska Koster (NED)              | 24.                     |
| 74                      | Christina Siggaard (DEN)          | DNF                     |
| 75                      | Katarzyna Pawłowska (POL)         | DNF                     |
| 76                      | Sofia Bertizzolo (ITA)            | 4.                      |

| Valcar Cylance VAL | Valcar Cylance VAL              | Valcar Cylance VAL |
| ------------------ | ------------------------------- | ------------------ |
| Num                | Ciclista                        | Pos                |
| 81                 | Elisa Balsamo (ITA)             | DNF                |
| 82                 | Marta Cavalli (ITA) (estrada)   | 11.                |
| 83                 | Maria Giulia Confalonieri (ITA) | 26.                |
| 84                 | Vittoria Guazzini (ITA)         | 76.                |
| 85                 | Silvia Persico (ITA)            | 66.                |
| 86                 | Ilaria Sanguineti (ITA)         | DNF                |

| Movistar Team MOV | Movistar Team MOV              | Movistar Team MOV |
| ----------------- | ------------------------------ | ----------------- |
| Num               | Ciclista                       | Pos               |
| 91                | Aude Biannic (FRA) (estrada)   | 67.               |
| 92                | Alicia González Blanco (ESP)   | 85.               |
| 93                | Sheyla Gutiérrez (ESP)         | 99.               |
| 94                | Roxane Fournier (FRA)          | DNF               |
| 95                | Alba Teruel Ribes (ESP)        | 100.              |
| 96                | Gloria Rodríguez Sánchez (ESP) | 98.               |

| Tibco-Silicon Valley Bank TIB | Tibco-Silicon Valley Bank TIB | Tibco-Silicon Valley Bank TIB |
| ----------------------------- | ----------------------------- | ----------------------------- |
| Num                           | Ciclista                      | Pos                           |
| 101                           | Nina Kessler (NED)            | DNF                           |
| 102                           | Alison Jackson (CAN)          | 15.                           |
| 103                           | Brodie Chapman (AUS)          | 35.                           |
| 104                           | Rozanne Slik (NED)            | 92.                           |
| 105                           | Lauren Stephens (USA)         | 93.                           |

| Parkhotel Valkenburg PHV | Parkhotel Valkenburg PHV | Parkhotel Valkenburg PHV |
| ------------------------ | ------------------------ | ------------------------ |
| Num                      | Ciclista                 | Pos                      |
| 111                      | Sofie De Vuyst (BEL)     | 16.                      |
| 112                      | Esther van Veen (NED)    | 90.                      |
| 113                      | Belle De Gast (NED)      | 69.                      |
| 114                      | Roxane Knetemann (NED)   | 42.                      |
| 115                      | Marit Raaijmakers (NED)  | 83.                      |
| 116                      | Nina Buysman (NED)       | 89.                      |

| Alé Cipollini ALE | Alé Cipollini ALE            | Alé Cipollini ALE |
| ----------------- | ---------------------------- | ----------------- |
| Num               | Ciclista                     | Pos               |
| 121               | Chloe Hosking (AUS)          | 43.               |
| 122               | Soraya Paladin (ITA)         | 12.               |
| 123               | Diana Peñuela (COL)          | 72.               |
| 124               | Eri Yonamine (JPN) (estrada) | 38.               |
| 125               | Nadia Quagliotto (ITA)       | DNF               |
| 126               | Romy Kasper (GER)            | 39.               |

| FDJ-Nouvelle Aquitaine-Futuroscope FDJ | FDJ-Nouvelle Aquitaine-Futuroscope FDJ | FDJ-Nouvelle Aquitaine-Futuroscope FDJ |
| -------------------------------------- | -------------------------------------- | -------------------------------------- |
| Num                                    | Ciclista                               | Pos                                    |
| 131                                    | Emilia Fahlin (SWE) (estrada)          | 23.                                    |
| 132                                    | Charlotte Becker (GER)                 | 94.                                    |
| 133                                    | Eugénie Duval (FRA)                    | 44.                                    |
| 134                                    | Maëlle Grossetête (FRA)                | 91.                                    |
| 135                                    | Shara Gillow (AUS)                     | 51.                                    |
| 136                                    | Lauren Kitchen (AUS)                   | 95.                                    |

| Bigla BIG | Bigla BIG                     | Bigla BIG |
| --------- | ----------------------------- | --------- |
| Num       | Ciclista                      | Pos       |
| 141       | Cecilie Uttrup Ludwig (DEN)   | 3.        |
| 142       | Mikayla Harvey (NZL)          | DNF       |
| 143       | Julie Norman Leth (DEN)       | 37.       |
| 144       | Maria Vittoria Sperotto (ITA) | 74.       |
| 145       | Leah Thomas (USA)             | 47.       |
| 146       | Martina Alzini (ITA)          | DNF       |

| BTC City Ljubljana BTC | BTC City Ljubljana BTC   | BTC City Ljubljana BTC |
| ---------------------- | ------------------------ | ---------------------- |
| Num                    | Ciclista                 | Pos                    |
| 151                    | Urša Pintar (SLO)        | 54.                    |
| 152                    | Mia Radotić (CRO)        | DNF                    |
| 153                    | Hanna Nilsson (SWE)      | 48.                    |
| 154                    | Anastasia Chursina (RUS) | 46.                    |
| 155                    | Anja Longyka (SLO)       | 88.                    |
| 156                    | Maaike Boogaard (NED)    | DNF                    |

| Astana Women's Team ASA | Astana Women's Team ASA        | Astana Women's Team ASA |
| ----------------------- | ------------------------------ | ----------------------- |
| Num                     | Ciclista                       | Pos                     |
| 161                     | Marie-Soleil Blais (CAN)       | DNF                     |
| 162                     | Elena Pirrone (ITA)            | 68.                     |
| 163                     | Faina Potapova (KAZ)           | DNF                     |
| 164                     | Makhabbat Umutzhanova (KAZ)    | DNF                     |
| 165                     | Lizbeth Salazar (MEX)          | 77.                     |
| 166                     | Arlenis Sierra (CUB) (estrada) | 34.                     |

| Lotto Soudal Ladies LSL | Lotto Soudal Ladies LSL      | Lotto Soudal Ladies LSL |
| ----------------------- | ---------------------------- | ----------------------- |
| Num                     | Ciclista                     | Pos                     |
| 171                     | Annelies Dom (BEL) (estrada) | 80.                     |
| 172                     | Lotte Kopecky (BEL)          | 32.                     |
| 173                     | Demi de Jong (NED)           | 53.                     |
| 174                     | Julie Van de Velde (BEL)     | 27.                     |
| 175                     | Kelly Van den Steen (BEL)    | 49.                     |
| 176                     | Dani Christmas (GBR)         | 73.                     |

| Doltcini-Van Eyck Sport DVE | Doltcini-Van Eyck Sport DVE     | Doltcini-Van Eyck Sport DVE |
| --------------------------- | ------------------------------- | --------------------------- |
| Num                         | Ciclista                        | Pos                         |
| 181                         | Pascale Jeuland-Tranchant (FRA) | 78.                         |
| 182                         | Daniela Reis (POR) (estrada)    | 55.                         |
| 183                         | Jesse Vandenbulcke (BEL)        | 52.                         |
| 184                         | Bryony van Velzen (NED)         | 70.                         |
| 185                         | Séverine Eraud (FRA)            | 50.                         |
| 186                         | Saartje Vandenbroucke (BEL)     | 81.                         |

| Aromitalia Vaiano VAI | Aromitalia Vaiano VAI          | Aromitalia Vaiano VAI |
| --------------------- | ------------------------------ | --------------------- |
| Num                   | Ciclista                       | Pos                   |
| 191                   | Rasa Leleivytė (LTU) (estrada) | 25.                   |
| 192                   | Carmela Cipriani (ITA)         | 79.                   |
| 193                   | Giulia Marchesini (ITA)        | DNF                   |
| 194                   | Letizia Borghesi (ITA)         | DNF                   |
| 195                   | Michela Balducci (ITA)         | DNF                   |
| 196                   | Sofia Beggin (ITA)             | 84.                   |

| Health Mate-Ladies Team HMT | Health Mate-Ladies Team HMT   | Health Mate-Ladies Team HMT |
| --------------------------- | ----------------------------- | --------------------------- |
| Num                         | Ciclista                      | Pos                         |
| 201                         | Kathrin Schweinberger (AUT)   | 71.                         |
| 202                         | Christina Schweinberger (AUT) | DNF                         |
| 203                         | Kirstie van Haaften (NED)     | DNF                         |
| 204                         | Sara Mustonen (SWE)           | 97.                         |
| 205                         | Kylie Waterreus (NED)         | 75.                         |
| 206                         | Fien Delbaere (BEL)           | DNF                         |

| Servetto-Piumate-Beltrami TSA SER | Servetto-Piumate-Beltrami TSA SER | Servetto-Piumate-Beltrami TSA SER |
| --------------------------------- | --------------------------------- | --------------------------------- |
| Num                               | Ciclista                          | Pos                               |
| 211                               | Kseniya Dobrynina (RUS)           | DNF                               |
| 212                               | Francesca Balducci (ITA)          | DNF                               |
| 213                               | Mónika Király (HUN)               | DNF                               |
| 214                               | Anna Potokina (RUS)               | 86.                               |
| 215                               | Aleksandra Goncharova (RUS)       | DNF                               |

| Bepink BPK | Bepink BPK              | Bepink BPK |
| ---------- | ----------------------- | ---------- |
| Num        | Ciclista                | Pos        |
| 221        | Tatiana Guderzo (ITA)   | 36.        |
| 222        | Silvia Valsecchi (ITA)  | DNF        |
| 223        | Francesca Pattaro (ITA) | DNF        |
| 224        | Nicole Steigenga (NED)  | DNF        |
| 225        | Katia Ragusa (ITA)      | 62.        |
| 226        | Chiara Perini (ITA)     | DNF        |

| Hitec Products-Birk Sport HPU | Hitec Products-Birk Sport HPU  | Hitec Products-Birk Sport HPU |
| ----------------------------- | ------------------------------ | ----------------------------- |
| Num                           | Ciclista                       | Pos                           |
| 231                           | Pernille Larsen Feldmann (NOR) | DNF                           |
| 232                           | Vita Heine (NOR) (estrada)     | 18.                           |
| 233                           | Ingrid Lorvik (NOR)            | 82.                           |
| 234                           | Julie Meyer Solvang (NOR)      | DNF                           |
| 235                           | Chanella Stougje (NED)         | DNF                           |
| 236                           | Marta Tagliaferro (ITA)        | DNF                           |

| Boels Dolmans DLT | Boels Dolmans DLT                 | Boels Dolmans DLT |
| ----------------- | --------------------------------- | ----------------- |
| Num               | Ciclista                          | Pos               |
| 1                 | Chantal Blaak (NED) (estrada)     | 7.                |
| 2                 | Jolien D'Hoore (BEL)              | 41.               |
| 3                 | Amalie Dideriksen (DEN) (estrada) | 61.               |
| 4                 | Jip van den Bos (NED)             | DNF               |
| 5                 | Amy Pieters (NED)                 | 10.               |
| 6                 | Christine Majerus (LUX) (estrada) | 60.               |

| Mitchelton-Scott MTS | Mitchelton-Scott MTS       | Mitchelton-Scott MTS |
| -------------------- | -------------------------- | -------------------- |
| Num                  | Ciclista                   | Pos                  |
| 11                   | Annemiek van Vleuten (NED) | 2.                   |
| 12                   | Sarah Roy (AUS)            | 33.                  |
| 13                   | Amanda Spratt (AUS)        | 20.                  |
| 14                   | Gracie Elvin (AUS)         | 13.                  |
| 15                   | Moniek Tenniglo (NED)      | DNF                  |
| 16                   | Jessica Allen (AUS)        | DNF                  |

| CCC-Liv CCC | CCC-Liv CCC                            | CCC-Liv CCC |
| ----------- | -------------------------------------- | ----------- |
| Num         | Ciclista                               | Pos         |
| 21          | Marianne Vos (NED)                     | 22.         |
| 22          | Riejanne Markus (NED)                  | 87.         |
| 23          | Evy Kuijpers (NED)                     | 40.         |
| 24          | Ashleigh Moolman Pasio (RSA) (estrada) | 59.         |
| 25          | Jeanne Korevaar (NED)                  | 31.         |
| 26          | Valerie Demey (BEL)                    | 63.         |

| Trek-Segafredo TFS | Trek-Segafredo TFS            | Trek-Segafredo TFS |
| ------------------ | ----------------------------- | ------------------ |
| Num                | Ciclista                      | Pos                |
| 31                 | Audrey Cordon-Ragot (FRA)     | DNF                |
| 32                 | Lotta Lepistö (FIN) (estrada) | DNF                |
| 33                 | Elisa Longo Borghini (ITA)    | 17.                |
| 34                 | Ellen van Dijk (NED)          | 5.                 |
| 35                 | Ruth Winder (USA)             | 29.                |
| 36                 | Trixi Worrack (GER)           | DNF                |

| Sunweb SUN | Sunweb SUN                    | Sunweb SUN |
| ---------- | ----------------------------- | ---------- |
| Num        | Ciclista                      | Pos        |
| 41         | Lucinda Brand (NED)           | 9.         |
| 42         | Julia Soek (NED)              | DNF        |
| 43         | Leah Kirchmann (CAN)          | 30.        |
| 44         | Liane Lippert (GER) (estrada) | 65.        |
| 45         | Floortje Mackaij (NED)        | 19.        |
| 46         | Coryn Rivera (USA) (estrada)  | DNF        |

| Canyon-SRAM Racing CSR | Canyon-SRAM Racing CSR           | Canyon-SRAM Racing CSR |
| ---------------------- | -------------------------------- | ---------------------- |
| Num                    | Ciclista                         | Pos                    |
| 51                     | Alena Amialiusik (BLR) (estrada) | DNF                    |
| 52                     | Elena Cecchini (ITA)             | 21.                    |
| 53                     | Lisa Klein (GER)                 | 14.                    |
| 54                     | Katarzyna Niewiadoma (POL)       | 6.                     |
| 55                     | Alexis Ryan (USA)                | DNF                    |
| 56                     | Tiffany Cromwell (AUS)           | 64.                    |

| WNT-Rotor Pro Cycling WNT | WNT-Rotor Pro Cycling WNT | WNT-Rotor Pro Cycling WNT |
| ------------------------- | ------------------------- | ------------------------- |
| Num                       | Ciclista                  | Pos                       |
| 61                        | Kirsten Wild (NED)        | 45.                       |
| 62                        | Lisa Brennauer (GER)      | 8.                        |
| 63                        | Ane Santesteban (ESP)     | 58.                       |
| 64                        | Lara Vieceli (ITA)        | 57.                       |
| 65                        | Erica Magnaldi (ITA)      | 28.                       |
| 66                        | Sarah Rijkes (AUT)        | 56.                       |

| Virtu Cycling Women TVC | Virtu Cycling Women TVC           | Virtu Cycling Women TVC |
| ----------------------- | --------------------------------- | ----------------------- |
| Num                     | Ciclista                          | Pos                     |
| 71                      | Marta Bastianelli (ITA) (estrada) | 1.                      |
| 72                      | Barbara Guarischi (ITA)           | 96.                     |
| 73                      | Anouska Koster (NED)              | 24.                     |
| 74                      | Christina Siggaard (DEN)          | DNF                     |
| 75                      | Katarzyna Pawłowska (POL)         | DNF                     |
| 76                      | Sofia Bertizzolo (ITA)            | 4.                      |

| Valcar Cylance VAL | Valcar Cylance VAL              | Valcar Cylance VAL |
| ------------------ | ------------------------------- | ------------------ |
| Num                | Ciclista                        | Pos                |
| 81                 | Elisa Balsamo (ITA)             | DNF                |
| 82                 | Marta Cavalli (ITA) (estrada)   | 11.                |
| 83                 | Maria Giulia Confalonieri (ITA) | 26.                |
| 84                 | Vittoria Guazzini (ITA)         | 76.                |
| 85                 | Silvia Persico (ITA)            | 66.                |
| 86                 | Ilaria Sanguineti (ITA)         | DNF                |

| Movistar Team MOV | Movistar Team MOV              | Movistar Team MOV |
| ----------------- | ------------------------------ | ----------------- |
| Num               | Ciclista                       | Pos               |
| 91                | Aude Biannic (FRA) (estrada)   | 67.               |
| 92                | Alicia González Blanco (ESP)   | 85.               |
| 93                | Sheyla Gutiérrez (ESP)         | 99.               |
| 94                | Roxane Fournier (FRA)          | DNF               |
| 95                | Alba Teruel Ribes (ESP)        | 100.              |
| 96                | Gloria Rodríguez Sánchez (ESP) | 98.               |

| Tibco-Silicon Valley Bank TIB | Tibco-Silicon Valley Bank TIB | Tibco-Silicon Valley Bank TIB |
| ----------------------------- | ----------------------------- | ----------------------------- |
| Num                           | Ciclista                      | Pos                           |
| 101                           | Nina Kessler (NED)            | DNF                           |
| 102                           | Alison Jackson (CAN)          | 15.                           |
| 103                           | Brodie Chapman (AUS)          | 35.                           |
| 104                           | Rozanne Slik (NED)            | 92.                           |
| 105                           | Lauren Stephens (USA)         | 93.                           |

| Parkhotel Valkenburg PHV | Parkhotel Valkenburg PHV | Parkhotel Valkenburg PHV |
| ------------------------ | ------------------------ | ------------------------ |
| Num                      | Ciclista                 | Pos                      |
| 111                      | Sofie De Vuyst (BEL)     | 16.                      |
| 112                      | Esther van Veen (NED)    | 90.                      |
| 113                      | Belle De Gast (NED)      | 69.                      |
| 114                      | Roxane Knetemann (NED)   | 42.                      |
| 115                      | Marit Raaijmakers (NED)  | 83.                      |
| 116                      | Nina Buysman (NED)       | 89.                      |

| Alé Cipollini ALE | Alé Cipollini ALE            | Alé Cipollini ALE |
| ----------------- | ---------------------------- | ----------------- |
| Num               | Ciclista                     | Pos               |
| 121               | Chloe Hosking (AUS)          | 43.               |
| 122               | Soraya Paladin (ITA)         | 12.               |
| 123               | Diana Peñuela (COL)          | 72.               |
| 124               | Eri Yonamine (JPN) (estrada) | 38.               |
| 125               | Nadia Quagliotto (ITA)       | DNF               |
| 126               | Romy Kasper (GER)            | 39.               |

| FDJ-Nouvelle Aquitaine-Futuroscope FDJ | FDJ-Nouvelle Aquitaine-Futuroscope FDJ | FDJ-Nouvelle Aquitaine-Futuroscope FDJ |
| -------------------------------------- | -------------------------------------- | -------------------------------------- |
| Num                                    | Ciclista                               | Pos                                    |
| 131                                    | Emilia Fahlin (SWE) (estrada)          | 23.                                    |
| 132                                    | Charlotte Becker (GER)                 | 94.                                    |
| 133                                    | Eugénie Duval (FRA)                    | 44.                                    |
| 134                                    | Maëlle Grossetête (FRA)                | 91.                                    |
| 135                                    | Shara Gillow (AUS)                     | 51.                                    |
| 136                                    | Lauren Kitchen (AUS)                   | 95.                                    |

| Bigla BIG | Bigla BIG                     | Bigla BIG |
| --------- | ----------------------------- | --------- |
| Num       | Ciclista                      | Pos       |
| 141       | Cecilie Uttrup Ludwig (DEN)   | 3.        |
| 142       | Mikayla Harvey (NZL)          | DNF       |
| 143       | Julie Norman Leth (DEN)       | 37.       |
| 144       | Maria Vittoria Sperotto (ITA) | 74.       |
| 145       | Leah Thomas (USA)             | 47.       |
| 146       | Martina Alzini (ITA)          | DNF       |

| BTC City Ljubljana BTC | BTC City Ljubljana BTC   | BTC City Ljubljana BTC |
| ---------------------- | ------------------------ | ---------------------- |
| Num                    | Ciclista                 | Pos                    |
| 151                    | Urša Pintar (SLO)        | 54.                    |
| 152                    | Mia Radotić (CRO)        | DNF                    |
| 153                    | Hanna Nilsson (SWE)      | 48.                    |
| 154                    | Anastasia Chursina (RUS) | 46.                    |
| 155                    | Anja Longyka (SLO)       | 88.                    |
| 156                    | Maaike Boogaard (NED)    | DNF                    |

| Astana Women's Team ASA | Astana Women's Team ASA        | Astana Women's Team ASA |
| ----------------------- | ------------------------------ | ----------------------- |
| Num                     | Ciclista                       | Pos                     |
| 161                     | Marie-Soleil Blais (CAN)       | DNF                     |
| 162                     | Elena Pirrone (ITA)            | 68.                     |
| 163                     | Faina Potapova (KAZ)           | DNF                     |
| 164                     | Makhabbat Umutzhanova (KAZ)    | DNF                     |
| 165                     | Lizbeth Salazar (MEX)          | 77.                     |
| 166                     | Arlenis Sierra (CUB) (estrada) | 34.                     |

| Lotto Soudal Ladies LSL | Lotto Soudal Ladies LSL      | Lotto Soudal Ladies LSL |
| ----------------------- | ---------------------------- | ----------------------- |
| Num                     | Ciclista                     | Pos                     |
| 171                     | Annelies Dom (BEL) (estrada) | 80.                     |
| 172                     | Lotte Kopecky (BEL)          | 32.                     |
| 173                     | Demi de Jong (NED)           | 53.                     |
| 174                     | Julie Van de Velde (BEL)     | 27.                     |
| 175                     | Kelly Van den Steen (BEL)    | 49.                     |
| 176                     | Dani Christmas (GBR)         | 73.                     |

| Doltcini-Van Eyck Sport DVE | Doltcini-Van Eyck Sport DVE     | Doltcini-Van Eyck Sport DVE |
| --------------------------- | ------------------------------- | --------------------------- |
| Num                         | Ciclista                        | Pos                         |
| 181                         | Pascale Jeuland-Tranchant (FRA) | 78.                         |
| 182                         | Daniela Reis (POR) (estrada)    | 55.                         |
| 183                         | Jesse Vandenbulcke (BEL)        | 52.                         |
| 184                         | Bryony van Velzen (NED)         | 70.                         |
| 185                         | Séverine Eraud (FRA)            | 50.                         |
| 186                         | Saartje Vandenbroucke (BEL)     | 81.                         |

| Aromitalia Vaiano VAI | Aromitalia Vaiano VAI          | Aromitalia Vaiano VAI |
| --------------------- | ------------------------------ | --------------------- |
| Num                   | Ciclista                       | Pos                   |
| 191                   | Rasa Leleivytė (LTU) (estrada) | 25.                   |
| 192                   | Carmela Cipriani (ITA)         | 79.                   |
| 193                   | Giulia Marchesini (ITA)        | DNF                   |
| 194                   | Letizia Borghesi (ITA)         | DNF                   |
| 195                   | Michela Balducci (ITA)         | DNF                   |
| 196                   | Sofia Beggin (ITA)             | 84.                   |

| Health Mate-Ladies Team HMT | Health Mate-Ladies Team HMT   | Health Mate-Ladies Team HMT |
| --------------------------- | ----------------------------- | --------------------------- |
| Num                         | Ciclista                      | Pos                         |
| 201                         | Kathrin Schweinberger (AUT)   | 71.                         |
| 202                         | Christina Schweinberger (AUT) | DNF                         |
| 203                         | Kirstie van Haaften (NED)     | DNF                         |
| 204                         | Sara Mustonen (SWE)           | 97.                         |
| 205                         | Kylie Waterreus (NED)         | 75.                         |
| 206                         | Fien Delbaere (BEL)           | DNF                         |

| Servetto-Piumate-Beltrami TSA SER | Servetto-Piumate-Beltrami TSA SER | Servetto-Piumate-Beltrami TSA SER |
| --------------------------------- | --------------------------------- | --------------------------------- |
| Num                               | Ciclista                          | Pos                               |
| 211                               | Kseniya Dobrynina (RUS)           | DNF                               |
| 212                               | Francesca Balducci (ITA)          | DNF                               |
| 213                               | Mónika Király (HUN)               | DNF                               |
| 214                               | Anna Potokina (RUS)               | 86.                               |
| 215                               | Aleksandra Goncharova (RUS)       | DNF                               |

| Bepink BPK | Bepink BPK              | Bepink BPK |
| ---------- | ----------------------- | ---------- |
| Num        | Ciclista                | Pos        |
| 221        | Tatiana Guderzo (ITA)   | 36.        |
| 222        | Silvia Valsecchi (ITA)  | DNF        |
| 223        | Francesca Pattaro (ITA) | DNF        |
| 224        | Nicole Steigenga (NED)  | DNF        |
| 225        | Katia Ragusa (ITA)      | 62.        |
| 226        | Chiara Perini (ITA)     | DNF        |

| Hitec Products-Birk Sport HPU | Hitec Products-Birk Sport HPU  | Hitec Products-Birk Sport HPU |
| ----------------------------- | ------------------------------ | ----------------------------- |
| Num                           | Ciclista                       | Pos                           |
| 231                           | Pernille Larsen Feldmann (NOR) | DNF                           |
| 232                           | Vita Heine (NOR) (estrada)     | 18.                           |
| 233                           | Ingrid Lorvik (NOR)            | 82.                           |
| 234                           | Julie Meyer Solvang (NOR)      | DNF                           |
| 235                           | Chanella Stougje (NED)         | DNF                           |
| 236                           | Marta Tagliaferro (ITA)        | DNF                           |

Convenções:
- AB-N: Abandono na etapa "N"
- FLT-N: Retiro por chegada fora do limite de tempo na etapa "N"
- NTS-N: Não tomou a saída para a etapa "N"
- DES-N: Desclassificado ou expulsado na etapa "N"

## UCI WorldTour Feminino
O Tour de Flandres feminino outorgou pontos para o UCI WorldTour Feminino de 2019 e o UCI World Ranking Feminino, incluindo a todas as corredoras das equipas nas categorias UCI Team Feminino. As seguintes tabelas mostram o barómetro de pontuação e as 10 corredoras que obtiveram mais pontos:
| Posição   | 1.ª | 2.ª | 3.ª | 4.ª | 5.ª | 6.ª | 7.ª | 8.ª | 9.ª | 10.ª | 11.ª | 12.ª | 13.ª | 14.ª | 15.ª | 16.ª-30.ª | 31.ª-40.ª |
| Pontuação | 200 | 150 | 125 | 100 | 85  | 70  | 60  | 50  | 40  | 35   | 30   | 25   | 20   | 15   | 10   | 5         | 3         |

| Classificação |                       |                    |        |
| Posição       | Ciclista              | Equipo             | Pontos |
| ------------- | --------------------- | ------------------ | ------ |
| 1.ª           | Marta Bastianelli     | Virtu              | 200    |
| 2.ª           | Annemiek van Vleuten  | Mitchelton-Scott   | 150    |
| 3.ª           | Cecilie Uttrup Ludwig | Bigla              | 125    |
| 4.ª           | Sofia Bertizzolo      | Virtu              | 100    |
| 5.ª           | Ellen van Dijk        | Trek-Segafredo     | 85     |
| 6.ª           | Katarzyna Niewiadoma  | Canyon SRAM Racing | 70     |
| 7.ª           | Chantal Blaak         | Boels Dolmans      | 60     |
| 8.ª           | Lisa Brennauer        | WNT-Rotor          | 50     |
| 9.ª           | Lucinda Brand         | Sunweb             | 40     |
| 10.ª          | Amy Pieters           | Boels Dolmans      | 35     |